# Асо (авіаносець)
Асо (яп. 阿蘇) — важкий японський авіаносець часів Другої світової війни типу «Унрю», п'ятий у серії.

## Історія
Як і «Кацураґі», був оснащений силовою установкою, аналогічною тій, що встановлювались на есмінцях (а не на крейсерах). У січні 1945 року, при 60 % готовності, будівництво припинили.
24 липня 1945 корпус «Асо» був пошкоджений внаслідок повітряного нальоту на Куре, а згодом використаний для випробовування боєголовок для ракет-камікадзе.
Демонтований 1947 року в Сасебо.